# 에티오피아 축구 국가대표팀

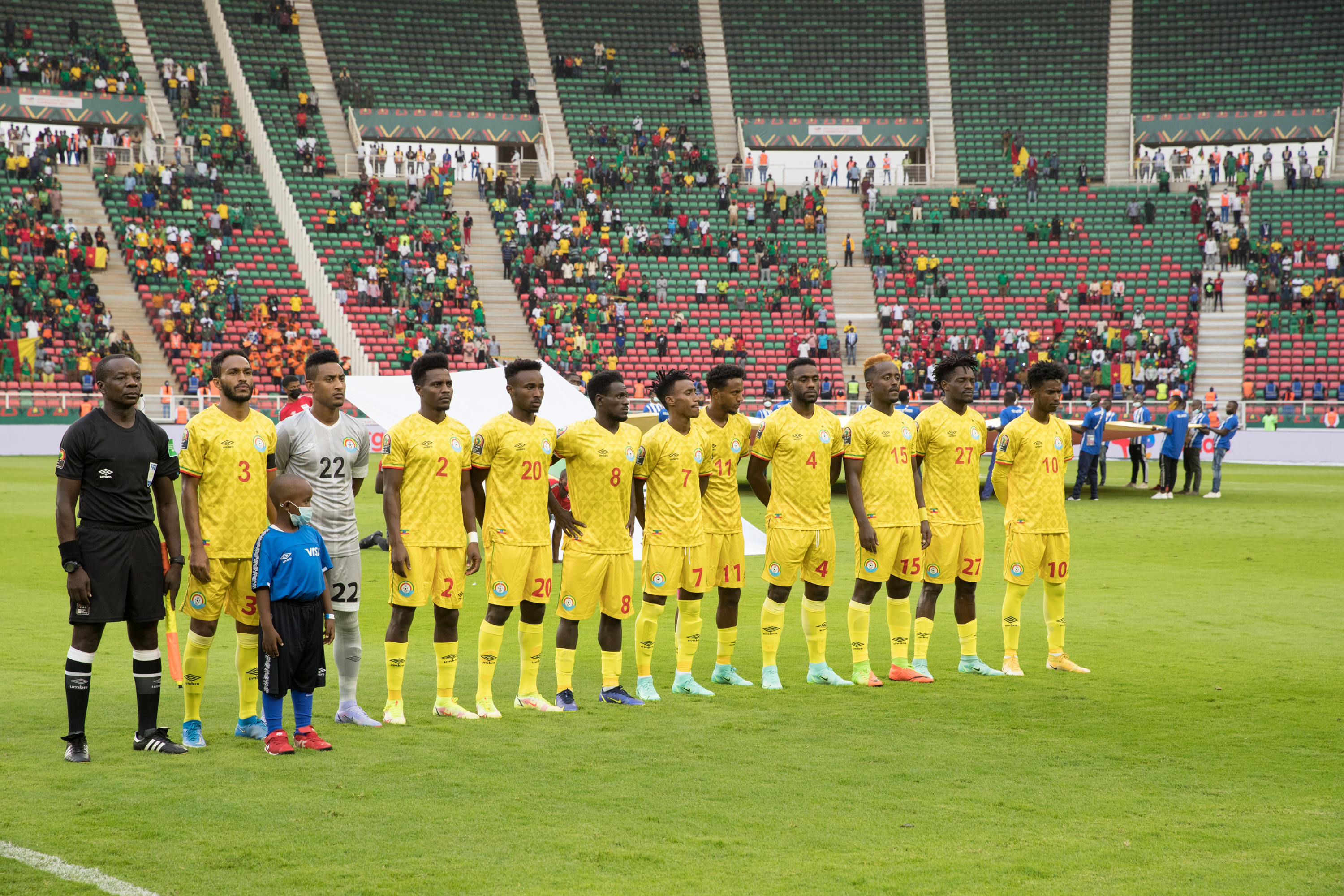
2022년 1월 13일에 열린 2021 아프리카 네이션스컵에서 카메룬과의 조별 리그 A조 경기 전 에티오피아 선수단의 모습

에티오피아 축구 국가대표팀(암하라어: የአትዮጵያ ብሔራዊ እግር ኳስ ቡድን)은 에티오피아를 대표하는 축구 국가대표팀으로 에티오피아 축구 연맹에서 관리하며 아프리카 축구 약체팀들 중 하나이다. 1947년 12월 5일 지부티와의 친선 경기에서 첫 국제 A매치 경기를 가졌으며 현재 바히르 다르 스타디움과 아디스아바바 스타디움을 홈 구장으로 사용하고 있다.

## 국제 대회 경력

### FIFA 월드컵
2014년 FIFA 월드컵 아프리카 지역 예선 8경기(1차 예선, 2차 예선)에서 5승 2무 1패를 기록하며 에티오피아 축구 역사상 첫 최종 예선 진출에 성공했고 비록 최종 예선에서 나이지리아의 벽을 넘지 못하고 1·2차전 합계 1-4의 완패를 당하면서 사상 첫 본선행이 좌절되었지만 에티오피아 축구 역사상 월드컵 지역 예선 최고 성적을 달성했다.

### 아프리카 네이션스컵
아프리카 네이션스컵 본선에는 11번 출전하여 이 중 자국에서 열린 1962년 대회에서 우승을 차지하면서 메이저 대회 본선 최고 성적을 거두었고 초대 대회인 1957년 대회에서는 준우승을 차지했으며 1963년과 또 다시 자국에서 열린 1968년 대회에서는 4강에 이름을 올리긴 했으나 이후의 대회에서는 이렇다할 성과가 없었다.

## 기타 국제 대회 경력
세카파컵에서는 4번의 대회에서 우승컵을 들어올렸고 나머지 4번의 대회에서 4강에 올랐으며 각각 3위와 4위를 2번씩 차지하는 성과를 남겼다.

## FIFA 월드컵 (본선)
| 년도   | 결과                                     | 순위                                     | 경기                                     | 승                                       | 무*                                      | 패                                       | 득점                                     | 실점                                     | 승점                                     |
| ------ | ---------------------------------------- | ---------------------------------------- | ---------------------------------------- | ---------------------------------------- | ---------------------------------------- | ---------------------------------------- | ---------------------------------------- | ---------------------------------------- | ---------------------------------------- |
| 1930년 | 비회원국                                 | 비회원국                                 | 비회원국                                 | 비회원국                                 | 비회원국                                 | 비회원국                                 | 비회원국                                 | 비회원국                                 | 비회원국                                 |
| 1934년 | 비회원국                                 | 비회원국                                 | 비회원국                                 | 비회원국                                 | 비회원국                                 | 비회원국                                 | 비회원국                                 | 비회원국                                 | 비회원국                                 |
| 1938년 | 비회원국                                 | 비회원국                                 | 비회원국                                 | 비회원국                                 | 비회원국                                 | 비회원국                                 | 비회원국                                 | 비회원국                                 | 비회원국                                 |
| 1950년 | 비회원국                                 | 비회원국                                 | 비회원국                                 | 비회원국                                 | 비회원국                                 | 비회원국                                 | 비회원국                                 | 비회원국                                 | 비회원국                                 |
| 1954년 | 비회원국                                 | 비회원국                                 | 비회원국                                 | 비회원국                                 | 비회원국                                 | 비회원국                                 | 비회원국                                 | 비회원국                                 | 비회원국                                 |
| 1958년 | FIFA로부터 참가를 거절당함               | FIFA로부터 참가를 거절당함               | FIFA로부터 참가를 거절당함               | FIFA로부터 참가를 거절당함               | FIFA로부터 참가를 거절당함               | FIFA로부터 참가를 거절당함               | FIFA로부터 참가를 거절당함               | FIFA로부터 참가를 거절당함               | FIFA로부터 참가를 거절당함               |
| 1962년 | 예선 탈락                                | 예선 탈락                                | 예선 탈락                                | 예선 탈락                                | 예선 탈락                                | 예선 탈락                                | 예선 탈락                                | 예선 탈락                                | 예선 탈락                                |
| 1966년 | 기권                                     | 기권                                     | 기권                                     | 기권                                     | 기권                                     | 기권                                     | 기권                                     | 기권                                     | 기권                                     |
| 1970년 | 예선 탈락                                | 예선 탈락                                | 예선 탈락                                | 예선 탈락                                | 예선 탈락                                | 예선 탈락                                | 예선 탈락                                | 예선 탈락                                | 예선 탈락                                |
| 1974년 | 예선 탈락                                | 예선 탈락                                | 예선 탈락                                | 예선 탈락                                | 예선 탈락                                | 예선 탈락                                | 예선 탈락                                | 예선 탈락                                | 예선 탈락                                |
| 1978년 | 예선 탈락                                | 예선 탈락                                | 예선 탈락                                | 예선 탈락                                | 예선 탈락                                | 예선 탈락                                | 예선 탈락                                | 예선 탈락                                | 예선 탈락                                |
| 1982년 | 예선 탈락                                | 예선 탈락                                | 예선 탈락                                | 예선 탈락                                | 예선 탈락                                | 예선 탈락                                | 예선 탈락                                | 예선 탈락                                | 예선 탈락                                |
| 1986년 | 예선 탈락                                | 예선 탈락                                | 예선 탈락                                | 예선 탈락                                | 예선 탈락                                | 예선 탈락                                | 예선 탈락                                | 예선 탈락                                | 예선 탈락                                |
| 1990년 | 불참                                     | 불참                                     | 불참                                     | 불참                                     | 불참                                     | 불참                                     | 불참                                     | 불참                                     | 불참                                     |
| 1994년 | 예선 탈락                                | 예선 탈락                                | 예선 탈락                                | 예선 탈락                                | 예선 탈락                                | 예선 탈락                                | 예선 탈락                                | 예선 탈락                                | 예선 탈락                                |
| 1998년 | 불참                                     | 불참                                     | 불참                                     | 불참                                     | 불참                                     | 불참                                     | 불참                                     | 불참                                     | 불참                                     |
| 2002년 | 예선 탈락                                | 예선 탈락                                | 예선 탈락                                | 예선 탈락                                | 예선 탈락                                | 예선 탈락                                | 예선 탈락                                | 예선 탈락                                | 예선 탈락                                |
| 2006년 | 예선 탈락                                | 예선 탈락                                | 예선 탈락                                | 예선 탈락                                | 예선 탈락                                | 예선 탈락                                | 예선 탈락                                | 예선 탈락                                | 예선 탈락                                |
| 2010년 | 실격 (예선 도중 FIFA에 의해 실격 처리됨) | 실격 (예선 도중 FIFA에 의해 실격 처리됨) | 실격 (예선 도중 FIFA에 의해 실격 처리됨) | 실격 (예선 도중 FIFA에 의해 실격 처리됨) | 실격 (예선 도중 FIFA에 의해 실격 처리됨) | 실격 (예선 도중 FIFA에 의해 실격 처리됨) | 실격 (예선 도중 FIFA에 의해 실격 처리됨) | 실격 (예선 도중 FIFA에 의해 실격 처리됨) | 실격 (예선 도중 FIFA에 의해 실격 처리됨) |
| 2014년 | 예선 탈락                                | 예선 탈락                                | 예선 탈락                                | 예선 탈락                                | 예선 탈락                                | 예선 탈락                                | 예선 탈락                                | 예선 탈락                                | 예선 탈락                                |
| 2018년 | 예선 탈락                                | 예선 탈락                                | 예선 탈락                                | 예선 탈락                                | 예선 탈락                                | 예선 탈락                                | 예선 탈락                                | 예선 탈락                                | 예선 탈락                                |
| 합계   |                                          |                                          |                                          |                                          |                                          |                                          |                                          |                                          |                                          |

## FIFA 월드컵 (예선)
| 1930년 | 비회원국                                      | 비회원국                                      | 비회원국                                      | 비회원국                                      | 비회원국                                      | 비회원국                                      | 비회원국                                      |                                               |                                               |
| 1934년 | 비회원국                                      | 비회원국                                      | 비회원국                                      | 비회원국                                      | 비회원국                                      | 비회원국                                      | 비회원국                                      |                                               |                                               |
| 1938년 | 비회원국                                      | 비회원국                                      | 비회원국                                      | 비회원국                                      | 비회원국                                      | 비회원국                                      | 비회원국                                      |                                               |                                               |
| 1950년 | 비회원국                                      | 비회원국                                      | 비회원국                                      | 비회원국                                      | 비회원국                                      | 비회원국                                      | 비회원국                                      |                                               |                                               |
| 1954년 | 비회원국                                      | 비회원국                                      | 비회원국                                      | 비회원국                                      | 비회원국                                      | 비회원국                                      | 비회원국                                      |                                               |                                               |
| 1958년 | FIFA로부터 참가를 거절당함                    | FIFA로부터 참가를 거절당함                    | FIFA로부터 참가를 거절당함                    | FIFA로부터 참가를 거절당함                    | FIFA로부터 참가를 거절당함                    | FIFA로부터 참가를 거절당함                    | FIFA로부터 참가를 거절당함                    |                                               |                                               |
| 1962년 | 2                                             | 0                                             | 0                                             | 2                                             | 2                                             | 4                                             | 0                                             |                                               |                                               |
| 1966년 | 기권                                          | 기권                                          | 기권                                          | 기권                                          | 기권                                          | 기권                                          | 기권                                          |                                               |                                               |
| 1970년 | 4                                             | 1                                             | 1                                             | 2                                             | 7                                             | 7                                             | 4                                             |                                               |                                               |
| 1974년 | 5                                             | 1                                             | 3                                             | 1                                             | 6                                             | 5                                             | 6                                             |                                               |                                               |
| 1978년 | 2                                             | 0                                             | 0                                             | 2                                             | 1                                             | 5                                             | 0                                             |                                               |                                               |
| 1982년 | 2                                             | 0                                             | 1                                             | 1                                             | 0                                             | 4                                             | 1                                             |                                               |                                               |
| 1986년 | 2                                             | 0                                             | 1                                             | 1                                             | 4                                             | 5                                             | 1                                             |                                               |                                               |
| 1990년 | 불참                                          | 불참                                          | 불참                                          | 불참                                          | 불참                                          | 불참                                          | 불참                                          |                                               |                                               |
| 1994년 | 6                                             | 1                                             | 1                                             | 4                                             | 3                                             | 11                                            | 4                                             |                                               |                                               |
| 1998년 | 불참                                          | 불참                                          | 불참                                          | 불참                                          | 불참                                          | 불참                                          | 불참                                          |                                               |                                               |
| 2002년 | 2                                             | 1                                             | 0                                             | 1                                             | 2                                             | 4                                             | 3                                             |                                               |                                               |
| 2006년 | 2                                             | 0                                             | 1                                             | 1                                             | 1                                             | 3                                             | 1                                             |                                               |                                               |
| 2010년 | 실격                                          | 실격                                          | 실격                                          | 실격                                          | 실격                                          | 실격                                          | 실격                                          |                                               |                                               |
| 2014년 | 10                                            | 5                                             | 2                                             | 3                                             | 14                                            | 10                                            | 17                                            |                                               |                                               |
| 2018년 | 4                                             | 1                                             | 0                                             | 3                                             | 7                                             | 7                                             | 3                                             |                                               |                                               |
| 합계   | 41                                            | 10                                            | 10                                            | 21                                            | 47                                            | 65                                            | 40                                            |                                               |                                               |
| 순위   | 월드컵 예선 승점 순위 : 137위 (아프리카 31위) | 월드컵 예선 승점 순위 : 137위 (아프리카 31위) | 월드컵 예선 승점 순위 : 137위 (아프리카 31위) | 월드컵 예선 승점 순위 : 137위 (아프리카 31위) | 월드컵 예선 승점 순위 : 137위 (아프리카 31위) | 월드컵 예선 승점 순위 : 137위 (아프리카 31위) | 월드컵 예선 승점 순위 : 137위 (아프리카 31위) | 월드컵 예선 승점 순위 : 137위 (아프리카 31위) | 월드컵 예선 승점 순위 : 137위 (아프리카 31위) |

## 아프리카 네이션스컵
| 아프리카 네이션스컵 본선 기록 | 아프리카 네이션스컵 본선 기록        | 아프리카 네이션스컵 본선 기록        | 아프리카 네이션스컵 본선 기록        | 아프리카 네이션스컵 본선 기록        | 아프리카 네이션스컵 본선 기록        | 아프리카 네이션스컵 본선 기록        | 아프리카 네이션스컵 본선 기록        | 아프리카 네이션스컵 본선 기록        | 아프리카 네이션스컵 본선 기록        | 아프리카 네이션스컵 예선 기록 | 아프리카 네이션스컵 예선 기록 | 아프리카 네이션스컵 예선 기록 | 아프리카 네이션스컵 예선 기록 | 아프리카 네이션스컵 예선 기록 | 아프리카 네이션스컵 예선 기록 | 아프리카 네이션스컵 예선 기록 |
| 년도                          | 결과                                 | 순위                                 | 경기                                 | 승                                   | 무*                                  | 패                                   | 득점                                 | 실점                                 | 승점                                 | 경기                          | 승                            | 무*                           | 패                            | 득점                          | 실점                          | 승점                          |
| ----------------------------- | ------------------------------------ | ------------------------------------ | ------------------------------------ | ------------------------------------ | ------------------------------------ | ------------------------------------ | ------------------------------------ | ------------------------------------ | ------------------------------------ | ----------------------------- | ----------------------------- | ----------------------------- | ----------------------------- | ----------------------------- | ----------------------------- | ----------------------------- |
| 1957년                        | 준우승                               | 2위                                  | 1                                    | 0                                    | 0                                    | 1                                    | 0                                    | 4                                    | 0                                    | 자동참가                      | 자동참가                      | 자동참가                      | 자동참가                      | 자동참가                      | 자동참가                      | 자동참가                      |
| 1959년                        | 결선리그                             | 3위                                  | 2                                    | 0                                    | 0                                    | 2                                    | 0                                    | 5                                    | 0                                    | 자동참가                      | 자동참가                      | 자동참가                      | 자동참가                      | 자동참가                      | 자동참가                      | 자동참가                      |
| 1962년                        | 우승                                 | 1위                                  | 2                                    | 2                                    | 0                                    | 0                                    | 8                                    | 4                                    | 6                                    | 자동참가(개최국)              | 자동참가(개최국)              | 자동참가(개최국)              | 자동참가(개최국)              | 자동참가(개최국)              | 자동참가(개최국)              | 자동참가(개최국)              |
| 1963년                        | 4강                                  | 4위                                  | 3                                    | 1                                    | 0                                    | 2                                    | 4                                    | 7                                    | 3                                    | 자동참가(전 대회 우승국)      | 자동참가(전 대회 우승국)      | 자동참가(전 대회 우승국)      | 자동참가(전 대회 우승국)      | 자동참가(전 대회 우승국)      | 자동참가(전 대회 우승국)      | 자동참가(전 대회 우승국)      |
| 1965년                        | 조별리그                             | 6위                                  | 2                                    | 0                                    | 0                                    | 2                                    | 1                                    | 9                                    | 0                                    | 4                             | 3                             | 0                             | 1                             | 6                             | 3                             | 9                             |
| 1968년                        | 4강                                  | 4위                                  | 5                                    | 3                                    | 0                                    | 2                                    | 8                                    | 6                                    | 9                                    | 자동참가(개최국)              | 자동참가(개최국)              | 자동참가(개최국)              | 자동참가(개최국)              | 자동참가(개최국)              | 자동참가(개최국)              | 자동참가(개최국)              |
| 1970년                        | 조별리그                             | 8위                                  | 3                                    | 0                                    | 0                                    | 3                                    | 3                                    | 12                                   | 0                                    | 2                             | 2                             | 0                             | 0                             | 9                             | 1                             | 6                             |
| 1972년                        | 예선 탈락                            | 예선 탈락                            | 예선 탈락                            | 예선 탈락                            | 예선 탈락                            | 예선 탈락                            | 예선 탈락                            | 예선 탈락                            | 예선 탈락                            | 2                             | 0                             | 0                             | 2                             | 0                             | 3                             | 0                             |
| 1974년                        | 예선 탈락                            | 예선 탈락                            | 예선 탈락                            | 예선 탈락                            | 예선 탈락                            | 예선 탈락                            | 예선 탈락                            | 예선 탈락                            | 예선 탈락                            | 2                             | 1                             | 0                             | 1                             | 2                             | 4                             | 3                             |
| 1976년                        | 조별리그                             | 5위                                  | 3                                    | 1                                    | 1                                    | 1                                    | 4                                    | 3                                    | 4                                    | 자동참가(개최국)              | 자동참가(개최국)              | 자동참가(개최국)              | 자동참가(개최국)              | 자동참가(개최국)              | 자동참가(개최국)              | 자동참가(개최국)              |
| 1978년                        | 예선 탈락                            | 예선 탈락                            | 예선 탈락                            | 예선 탈락                            | 예선 탈락                            | 예선 탈락                            | 예선 탈락                            | 예선 탈락                            | 예선 탈락                            | 4                             | 2                             | 1                             | 1                             | 5                             | 4                             | 7                             |
| 1980년                        | 예선 탈락                            | 예선 탈락                            | 예선 탈락                            | 예선 탈락                            | 예선 탈락                            | 예선 탈락                            | 예선 탈락                            | 예선 탈락                            | 예선 탈락                            | 2                             | 0                             | 1                             | 1                             | 2                             | 3                             | 1                             |
| 1982년                        | 조별리그                             | 8위                                  | 3                                    | 0                                    | 1                                    | 2                                    | 0                                    | 4                                    | 1                                    | 4                             | 1                             | 2                             | 1                             | 4                             | 4                             | 5                             |
| 1984년                        | 예선 탈락                            | 예선 탈락                            | 예선 탈락                            | 예선 탈락                            | 예선 탈락                            | 예선 탈락                            | 예선 탈락                            | 예선 탈락                            | 예선 탈락                            | 4                             | 2                             | 0                             | 2                             | 3                             | 5                             | 6                             |
| 1986년                        | 기권                                 | 기권                                 | 기권                                 | 기권                                 | 기권                                 | 기권                                 | 기권                                 | 기권                                 | 기권                                 | 기권                          | 기권                          | 기권                          | 기권                          | 기권                          | 기권                          | 기권                          |
| 1988년                        | 예선 도중 기권                       | 예선 도중 기권                       | 예선 도중 기권                       | 예선 도중 기권                       | 예선 도중 기권                       | 예선 도중 기권                       | 예선 도중 기권                       | 예선 도중 기권                       | 예선 도중 기권                       | 1                             | 1                             | 0                             | 0                             | 4                             | 2                             | 3                             |
| 1990년                        | 예선 탈락                            | 예선 탈락                            | 예선 탈락                            | 예선 탈락                            | 예선 탈락                            | 예선 탈락                            | 예선 탈락                            | 예선 탈락                            | 예선 탈락                            | 2                             | 1                             | 0                             | 1                             | 2                             | 6                             | 3                             |
| 1992년                        | 예선 도중 기권                       | 예선 도중 기권                       | 예선 도중 기권                       | 예선 도중 기권                       | 예선 도중 기권                       | 예선 도중 기권                       | 예선 도중 기권                       | 예선 도중 기권                       | 예선 도중 기권                       | 6                             | 0                             | 0                             | 6                             | 0                             | 12                            | 0                             |
| 1994년                        | 예선 탈락                            | 예선 탈락                            | 예선 탈락                            | 예선 탈락                            | 예선 탈락                            | 예선 탈락                            | 예선 탈락                            | 예선 탈락                            | 예선 탈락                            | 6                             | 2                             | 1                             | 3                             | 7                             | 12                            | 7                             |
| 1996년                        | 예선 탈락                            | 예선 탈락                            | 예선 탈락                            | 예선 탈락                            | 예선 탈락                            | 예선 탈락                            | 예선 탈락                            | 예선 탈락                            | 예선 탈락                            | 10                            | 2                             | 2                             | 6                             | 4                             | 18                            | 8                             |
| 1998년                        | 예선 탈락                            | 예선 탈락                            | 예선 탈락                            | 예선 탈락                            | 예선 탈락                            | 예선 탈락                            | 예선 탈락                            | 예선 탈락                            | 예선 탈락                            | 8                             | 0                             | 3                             | 5                             | 5                             | 21                            | 3                             |
| 2000년                        | 기권                                 | 기권                                 | 기권                                 | 기권                                 | 기권                                 | 기권                                 | 기권                                 | 기권                                 | 기권                                 | 기권                          | 기권                          | 기권                          | 기권                          | 기권                          | 기권                          | 기권                          |
| 2002년                        | 예선 탈락                            | 예선 탈락                            | 예선 탈락                            | 예선 탈락                            | 예선 탈락                            | 예선 탈락                            | 예선 탈락                            | 예선 탈락                            | 예선 탈락                            | 2                             | 1                             | 0                             | 1                             | 1                             | 2                             | 3                             |
| 2004년                        | 예선 탈락                            | 예선 탈락                            | 예선 탈락                            | 예선 탈락                            | 예선 탈락                            | 예선 탈락                            | 예선 탈락                            | 예선 탈락                            | 예선 탈락                            | 6                             | 3                             | 0                             | 3                             | 5                             | 7                             | 9                             |
| 2006년                        | 예선 탈락                            | 예선 탈락                            | 예선 탈락                            | 예선 탈락                            | 예선 탈락                            | 예선 탈락                            | 예선 탈락                            | 예선 탈락                            | 예선 탈락                            | 2                             | 0                             | 1                             | 1                             | 1                             | 3                             | 1                             |
| 2008년                        | 예선 탈락                            | 예선 탈락                            | 예선 탈락                            | 예선 탈락                            | 예선 탈락                            | 예선 탈락                            | 예선 탈락                            | 예선 탈락                            | 예선 탈락                            | 6                             | 2                             | 0                             | 4                             | 5                             | 9                             | 6                             |
| 2010년                        |                                      |                                      |                                      |                                      |                                      |                                      |                                      |                                      |                                      | 실격                          | 실격                          | 실격                          | 실격                          | 실격                          | 실격                          | 실격                          |
| 2012년                        | 예선 탈락                            | 예선 탈락                            | 예선 탈락                            | 예선 탈락                            | 예선 탈락                            | 예선 탈락                            | 예선 탈락                            | 예선 탈락                            | 예선 탈락                            | 6                             | 2                             | 1                             | 3                             | 8                             | 13                            | 7                             |
| 2013년                        | 조별리그                             | 16위                                 | 3                                    | 0                                    | 1                                    | 2                                    | 1                                    | 7                                    | 1                                    | 4                             | 1                             | 2                             | 1                             | 6                             | 6                             | 5                             |
| 2015년                        | 예선 탈락                            | 예선 탈락                            | 예선 탈락                            | 예선 탈락                            | 예선 탈락                            | 예선 탈락                            | 예선 탈락                            | 예선 탈락                            | 예선 탈락                            | 6                             | 1                             | 1                             | 4                             | 7                             | 12                            | 4                             |
| 2017년                        | 예선 탈락                            | 예선 탈락                            | 예선 탈락                            | 예선 탈락                            | 예선 탈락                            | 예선 탈락                            | 예선 탈락                            | 예선 탈락                            | 예선 탈락                            | 6                             | 3                             | 2                             | 1                             | 11                            | 14                            | 11                            |
| 2019년                        | 예선 탈락                            | 예선 탈락                            | 예선 탈락                            | 예선 탈락                            | 예선 탈락                            | 예선 탈락                            | 예선 탈락                            | 예선 탈락                            | 예선 탈락                            | 4                             | 0                             | 1                             | 3                             | 0                             | 10                            | 1                             |
| 합계                          | 10회 진출(10/31)                     | 우승(1회)                            | 27                                   | 7                                    | 3                                    | 17                                   | 29                                   | 61                                   | 24                                   | 99                            | 31                            | 19                            | 49                            | 97                            | 174                           | 108                           |
| 순위                          | 아프리카 네이션스컵 역대 순위 : 19위 | 아프리카 네이션스컵 역대 순위 : 19위 | 아프리카 네이션스컵 역대 순위 : 19위 | 아프리카 네이션스컵 역대 순위 : 19위 | 아프리카 네이션스컵 역대 순위 : 19위 | 아프리카 네이션스컵 역대 순위 : 19위 | 아프리카 네이션스컵 역대 순위 : 19위 | 아프리카 네이션스컵 역대 순위 : 19위 | 아프리카 네이션스컵 역대 순위 : 19위 |                               |                               |                               |                               |                               |                               |                               |

## 주요 선수
- 제말 타세우
- 아샬레우 타메네
- 가토치 파놈
- 시멜리스 베켈레
- 우메드 우크리
- 세윰 테스파예
- 게타네 카베데
- 살라딘 사이드
- 다윗 페카두